# Аджиниязов, Марат Курбаналиевич
Марат Курбаналиевич Аджиниязов (род. 1 марта 1991, Кара-Суу, Ошская область) — киргизский футболист, правый защитник клуба «Алга». Выступал за сборную Кыргызстана.

## Биография

### Клубная карьера
Воспитанник клуба «Абдыш-Ата» (Кант). В 16-летнем возрасте впервые включён в заявку резервного состава кантского клуба («Абдыш-Ата-ФШМ»), игравшего тогда в высшей лиге Кыргызстана.
В 2010—2011 годах выступал за «Нефтчи» (Кочкор-Ата). Чемпион Кыргызстана 2010 года и серебряный призёр 2011 года, обладатель Кубка Кыргызстана 2010 года и Суперкубка страны 2011 года.
Позднее выступал за основной состав «Абдыш-Аты», а также за «Алай», «Дордой», «Нефтчи» (Кочкор-Ата) и «Алгу». С этими командами неоднократно становился призёром чемпионата Кыргызстана. В составе «Дордоя» — обладатель Кубка Кыргызстана 2016 года.

### Карьера в сборной
Выступал за сборные Кыргызстана младших возрастов. В составе молодёжной сборной провёл 8 матчей на Кубках Содружества 2012 и 2013 годов. В составе олимпийской сборной сыграл 3 матча на Азиатских играх 2014 года.
В национальной сборной Кыргызстана дебютировал 23 июля 2011 года в матче отборочного турнира чемпионата мира против Узбекистана, отыграв все 90 минут. Всего в 2011—2014 годах провёл 7 матчей за сборную.